# Samuel Lee (Wasserspringer)

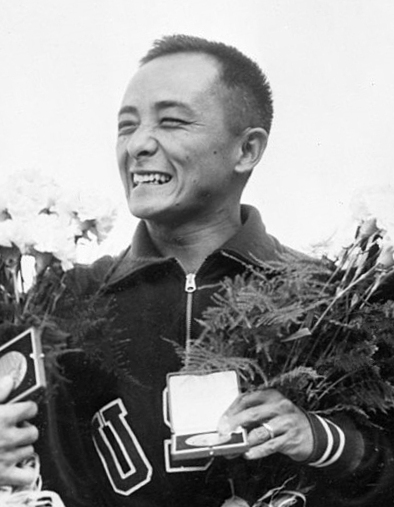
Samuel Lee bei den Olympischen Spielen 1952

Samuel „Sammy“ Lee (* 1. August 1920 in Fresno, Kalifornien; † 2. Dezember 2016 in Newport Beach, Kalifornien) war ein US-amerikanischer Wasserspringer, der zweimal Olympiasieger im Turmspringen wurde.

## Leben und Wirken
Als Kind koreanischer Eltern in Kalifornien aufgewachsen, war Samuel Lee 1938 der erste Wasserspringer, der den zweieinhalbfachen Rückwärtssalto zeigte. 1942 wurde Lee zum ersten Mal US-Meister. In den nächsten Jahren widmete sich Lee seinem Medizinstudium an der University of Southern California. Nach seiner Promotion wurde Lee Militärarzt bei der US Army.
1946 betrieb er wieder Leistungssport und wurde erneut US-Meister, was ihm auch 1947 gelang. Bei den Olympischen Spielen 1948 wurde er Dritter im Kunstspringen und gewann den Wettbewerb vom Turm vor Bruce Harlan, der im Kunstspringen Gold gewonnen hatte. Vier Jahre später, bei den Olympischen Spielen 1952 in Helsinki, war Samuel Lee der erste Wasserspringer, der seinen Olympiasieg vom Turm wiederholen konnte.
Nach seiner Karriere blieb der Hals-Nasen-Ohrenarzt dem Sport verbunden. Er war über Jahre hinweg Punktrichter beim Wasserspringen, so bei den Olympischen Spielen 1956, 1964 und 1968. Im Jahr 1968 wurde er in die Ruhmeshalle des internationalen Schwimmsports aufgenommen. Als Trainer betreute er unter anderem Robert Webster und Greg Louganis, den er 1971 entdeckt hatte.